# Antonio Carrelli
Antonio Carrelli (Napoli, 1º luglio 1900 – Napoli, 25 novembre 1980) è stato un fisico italiano.

## Biografia
Dopo gli studi liceali, si iscrisse al corso di laurea in fisica dell'Università di Napoli, dove si laureò nel 1921, discutendo una tesi di fisica sperimentale con Michele Cantone. Dopodiché, fu assistente alla cattedra di mineralogia della stessa università, incarico che mantenne fino al 1924, quando conseguì la libera docenza in fisica sperimentale. In questi anni, si recava spesso sia a Roma, per perfezionarsi sotto la guida di Orso Mario Corbino e la sua scuola, sia a Berlino, dove collaborò con P. Pringsheim su problemi – sia teorici che sperimentali – di fotoluminescenza e di spettroscopia in generale.
Nel 1929, vinto un concorso nazionale, prese servizio alla cattedra di fisica sperimentale dell'Università di Catania, dove assunse pure la direzione dell'Istituto di Fisica. In questi anni, iniziò nuovi studi e ricerche sulla meccanica quantistica applicata alla spettroscopia, che continuò ed approfondì recandosi, nel 1931, all'Istituto di Fisica dell'Università di Utrecht, allora diretto da L.S. Ornstein.
Nel 1932, andato in quiescenza Michele Cantone, ne assunse la cattedra di fisica sperimentale nonché la direzione dell'Istituto di Fisica dell'Università di Napoli, dove rimase fino al pensionamento, avvenuto nel 1975, quindi la nomina a professore emerito l'anno successivo. In quest'Istituto, Carrelli tenne pure, per incarico, la cattedra di fisica teorica fino al 1937, quando fu retta, per un solo anno, da Ettore Majorana, poi scomparso nel 1938.
Nel periodo napoletano, si occupò prevalentemente di fisica della materia. Fu socio e Presidente della Società dei Naturalisti in Napoli.
Importanti e numerose furono pure le cariche istituzionali e gli incarichi organizzativi che assunse in varie istituzioni (scientifiche e non) pubbliche e private, italiane e straniere: fra queste, dal 1945 al 1955 fu nel Consiglio di amministrazione della RAI, di cui fu poi, dal 1952 al 1955, vicepresidente, quindi presidente dal 1955 al 1965, al contempo essendo stato pure nominato, nel 1961, presidente del "Comitato per la fisica" del CNR, carica che mantenne fino al 1964 quando fu nominato, in sostituzione di Enrico Medi, vicepresidente dell'EURATOM, restandovi fino al 1968.
Fra le tante altre istituzioni scientifiche, fu anche socio dell'Accademia Nazionale dei Lincei, a partire dal 1936 come socio corrispondente, poi, dal 1947, come socio nazionale, e di cui, dal 1976, ne fu pure presidente.

## Opere principali
- La teoria dei quanti, Cremonese, Roma, 1932.
- Lezioni di fisica teorica, Sezione Editoriale del G.U.F., Napoli, 1934 (con successive edizioni).
- Raccolta di esercizi di fisica (con F. Cennamo), Morano, Napoli, 1942 (con successive edizioni).
- Appunti delle lezioni di fisica teorica, Treves, Napoli, 1946.
- Lezioni di fisica applicate alla biologia, Treves, Napoli, 1946.
- Appunti di meccanica razionale (con R. Caccioppoli e C. Miranda), 2 voll., Treves, Napoli, 1947.
- Appunti delle lezioni di fisica superiore, Treves, Napoli, 1948 (con successive edizioni).
- Lezioni di fisica sperimentale, 2 voll., Treves, Napoli, 1945 (con successive edizioni e ristampe).
- Limiti e possibilità della scienza, Laterza, Roma-Bari, 1954.
- La materia, Edizioni Studium, Roma, 1955.
- Manuale di fisica medica, G. Principato, Messina, 1961.